# Neşe Yaşın
Neşe Yaşın (* 12. Februar 1959 in Nikosia, Zypern) ist eine türkisch-zyprische Dichterin und Schriftstellerin.

## Leben
Neşe Yaşın wurde in Nikosia geboren und hat zyperntürkische Eltern. Ihr Vater ist der Dichter und Schriftsteller Özker Yaşın, ihr Bruder der Dichter Mehmet Yaşın.
Neşe Yaşın hat einen Hochschulabschluss der Technischen Universität des Nahen Ostens in Ankara, wo sie Soziologie studierte. Momentan lehrt sie an der Universität Zypern in Nikosia an der Fakultät für Türkische und Nahost-Studien.
Seit Mitte der 1980er Jahre lebt und arbeitet sie in Süd-Nikosia. Seit ihrer Jugend ist sie aktive Friedensaktivistin und Mitglied der Cyprus Conflict Resolution Trainers Group, die 1995 fünfzehn Projekte zur Förderung des Friedens und zur Wiedervereinigung der Insel Zypern bei dem Cyprus Peace Bazaar vorstellte.
Yaşın schreibt hauptsächlich in türkischer Sprache, doch eine beträchtliche Anzahl ihrer Werke wurden ins Griechische und Englische übersetzt. Auch wurden mehrere Gedichte und Artikel von ihr in türkisch- und griechischsprachigen Veröffentlichungen in ethnischen griechischen und türkischen Gemeinschaften und auf der gesamten Insel Zyperns herausgegeben.
Yaşın schreibt und veröffentlicht oft Abhandlungen über Frieden und eine Wiedervereinigung ihrer „geliebten Insel Zypern“. Eine dieser Abhandlungen, die viel Aufmerksamkeit bekommen hatte, wurde 1998 auf der Weltkonferenz für Kultur in Stockholm vorgestellt.
Im Jahr 2006 schrieb sie Geschichte, als sie für eine Position im Parlament von Zypern antrat, nachdem die Zypriotische Regierung einem Gesetz zustimmte, das Zyperntürken, die im Süden leben, erlaubt, an den Wahlen teilzunehmen.
Sie war die erste türkisch-zypriotische Person, die seit 1963 an den Wahlen in Zypern teilnahm.

## Werkverzeichnis
- Which Half, 1995, Thegona, Nicosia
- Üzgün Kızların Gizli Tarihi (The Secret History of the Sad Girls), 2002, İletişim Yayınları, Istanbul, ISBN 975-05-0096-2
- Ay Aşktan Yapılmıştır (The Moon Is Made of Love), 2001, Gendaş Kültür, Istanbul, ISBN 975-308-300-9